# あなたが主役 50ボイス
『あなたが主役 50ボイス』（あなたがしゅやく・フィフティボイス）は、NHK総合テレビジョンなどで放送されているバラエティ番組である。字幕放送実施番組。
NHKワンセグ2『ワンセグボイス』についてもここで記す。

## 概要
毎回あるテーマを設けてそれについてのインタビューをさまざまな場所で行い、その様子を見ながら今の世相を感じ取っていく番組。インタビューは1つのテーマにつき1カ所25人に行い（番組ではこれを「○○ボイス」と称し、○○にはインタビューを行った場所が入る）、1回の放送で2テーマ・計50人分放送する。
2008年11月29日深夜（30日未明）の「番組たまご」枠で放送したところ好評だったため、2009年4月2日よりレギュラー放送を開始した。
2009年10月から12月までは『出社が楽しい経済学』放送のため一時休止し、2010年1月に放送再開。同時にMC2人の後方に観客を入れて進行したり、番組公式ページ上の投票で一番多かったボイスをエンディングで紹介するスタイルにリニューアルした。
2010年9月12日に放送終了。その後、2011年1月8日（土曜日 8:45 - 9:14。海外向けも同時放送）に「あなたが主役!50ボイス年始スペシャル～大河ドラマ『江』ボイス」と題した特集番組で復活し、同年4月より半年ぶりの定時レギュラーを再開（金曜日23時のNHK枠）し、同年10月まで放送。
2012年は単発で大河ドラマ平清盛関連を1月3日と5月4日に放送、ロンドンオリンピック開催直前スペシャルを7月24日に放送、「ニッポンの夏ボイス」スペシャルを8月21日（北海道地方は地域ドキュメンタリー番組『北海道 戦争の記憶「忘れられた“犠牲者たち”～北海道に来た朝鮮人～」』の放送の関係で8月26日の13:05）に放送。「気仙沼復興ボイス」を9月27日に放送。同年10月から定時レギュラーを再開した。
2013年3月をもってレギュラー放送を終了した。以後は特別番組として「季節や国民的な関心事などタイムリーなテーマ」（公式サイトの記述に基づく）のタイミングで放送されており、主に大河ドラマや連続テレビ小説の放送開始直前を中心に放送している。

## 放送時間

### 番組たまご
総合テレビ
- 2008年11月30日 0:10 - 0:40（29日深夜）

### 2009年度
総合テレビ
- 本放送 / 木曜 23:00 - 23:29
- 再放送 / 翌週水曜 15:15 - 15:44

毎月最終木曜（原則）は『大人ドリル』放送のため、2009年10月から12月は一時的に『出社が楽しい経済学』（第2シリーズ）放送のため、それぞれ休止していた。

### 2010年度
2010年度編成で、『大人ドリル』と共に枠移動された。『大人ドリル』は原則最終週の放送。
総合テレビ
- 本放送 / 日曜 23:00 - 23:29

北海道はこの番組のみ『北海道クローズアップ』の再放送に差し替え。『北海道クローズアップ』の再放送がない場合は全国放送番組の内、北海道に関係する内容がとりあげられた回を再放送している。ただし、2010年7月25日放送分は「旭川市旭山動物園」をとりあげる回があるため『北海道クローズアップ』の再放送を休止してそのまま本番組を放送。
- 再放送 / 翌週火曜 2:20 - 2:49

北海道はこの時間帯の放送のみ。
BS 2（難視聴対策放送）
- 火曜 17:30 - 17:59

NHKワールド・プレミアム
- 金曜 1:00 - 1:29

### 2011年度
総合テレビ
- 本放送 / 金曜 22:55 - 23:24

原則最終週も放送される。（『大人ドリル』が月曜に移動のため）
この他にNHKオンデマンドでも配信される。なお再放送・BS 2での放送は、大相撲・国会中継などにより休止することがある。
- 「東北スペシャル In 秋保温泉」2011年5月4日に東北地方で放送。6月18日に各地区放送。司会の二人が秋保温泉で公開収録。
- 「体育の日直前　体育大学ボイス」2011年10月7日に、日本体育大学横浜健志台・世田谷深沢、千葉国際武道大学、日本女子体育大学キャンパスなどでのロケを収録し放送。司会の小池栄子が筋肉大好きと語り、春風亭昇太は体育会系の上下関係の厳しさを落語時代の下積みを思い出しながら語る。

### 2012年度
総合テレビ
- 本放送 / 木曜 22:55 - 23:24

東海・北陸地方は『Uta-Tube』を放送するため、土曜 10:50 - 11:19に放送していた。

### 2013年度以降（特番時代）
2018年までの放送時間・番組名は「NHKクロニクル 番組表検索結果」に基づく。
- 2013年
  - 8月16日 22:00 - 22:35 「ニッポンの夏ボイス」
  - 9月23日 9:20 - 9:49 「連続テレビ小説“ごちそうさん”ボイス」
  - 12月15日 13:05 - 13:50 「石巻復興ボイス」
- 2014年
  - 1月1日 18:05 - 18:50 「大河ドラマ“軍師官兵衛”ボイス」
  - 2月7日 22:00 - 22:48 「ソチ五輪応援ボイス」
  - 3月29日 23:00 - 23:43 「連続テレビ小説“花子とアン”ボイス」
  - 6月14日 18:10 - 18:42 「FIFAワールドカップ応援ボイス」
  - 8月31日 19:30 - 19:59 「みんなで防災ボイス」
  - 9月23日 18:10 - 18:39 「マッサン ボイス」
  - 12月27日 18:10 - 18:40 「大河ドラマ・花燃ゆ ボイス」
  - 12月30日 18:05 - 18:48 「紅白歌合戦ボイス」
- 2015年
  - 3月29日 18:10 - 18:43 「まれ ボイス」
  - 6月27日 15:05 - 15:53 「仙石線復興ボイス」
  - 9月6日 15:44 - 16:27「三陸・海の幸復興ボイス」
- 2016年
  - 1月2日 18:05 - 18:48 「新春スペシャル“真田丸”ボイス」
  - 5月5日 18:10 - 18:44 「こどもの日!チャレンジボイス」
  - 9月3日 23:25 - 23:58 「リオ・パラリンピックボイス」
- 2017年1月1日 18:05 - 18:48 「大河ドラマ おんな城主 直虎 ボイス」
- 2018年1月2日 18:05 - 18:48 「西郷どん ボイス」
- 2019年
  - 1月5日 1:55 - 2:38 「大河ドラマ“いだてん〜東京オリムピック噺〜”ボイス」[注釈 1]
  - 5月1日 18:07 - 18:45 「きょうから令和ボイス」
- 2020年
  - 1月11日 8:15 - 8:58 「大河ドラマ 麒麟がくる ボイス」
  - 12月28日 19:30 - 20:42 「新しい生活様式」
- 2021年
  - 2月10日 19:57 - 20:42 「青天を衝け」
  - 3月13日 18:05 - 18:44 「東日本大震災10年の声」
  - 7月22日 18:05 - 18:43 「東京2020オリンピック直前スペシャル」
  - 8月18日 20:15 - 20:42 「東京2020パラリンピック アスリートが語る舞台裏」
- 2022年
  - 1月3日 18:05 - 18:48 「鎌倉殿の13人」
- 2023年
  - 1月2日 17:15 - 18:00 「どうする家康」
- 2024年
  - 1月3日 18:07 - 18:50 「光る君へ」[注釈 2]
- 2025年
  - 1月1日 18:05 - 18:50 「あなたのべらぼうは?」

## 司会
- 春風亭昇太[3]
- 小池栄子

## ワンセグボイス
デジタル教育テレビの“ワンセグ2”で放送される15分間の連動番組。忙しい人向けに“本編”を分割し、そのうちの1つのテーマについて放送する。

### 放送時間
2009年度
- 本放送／月曜 12:40 - 12:55
- 再放送／金曜 23:45 - 24:00

2010年度
- 土曜 13:35 - 13:50

## 特別企画
- 2010年3月28日に総合テレビ『ダーウィンが来た! 〜生きもの新伝説〜』枠で放送され、新年度編成の宣伝を兼ね当該番組出演者50人に聞く特別編が放送された。この中で日曜への枠移動についても説明された。
- 2020年7月26日に総合テレビで、新型コロナウイルスの感染拡大に伴い放送休止となった大河ドラマ「麒麟がくる」の代替番組として、「麒麟がくるまでお待ちください〜キャスト・スタッフが明かす大河ドラマの舞台裏」を放送。番組が扱ってきた「龍馬伝」以降の大河ドラマ制作現場の舞台裏を取り上げる[4]。

### 注記
1. ↑  本来は1月3日 18:05 - 18:48に放送予定だったが、熊本県を震源とする最大震度6弱の地震が発生したため18:11に放送を打ち切っている[2]。前述の放送時間は、本来は初回再放送の時間帯。
2. ↑  本来は18:05 - 18:48に放送予定だったが、小倉の飲食店街火災のニュースのため2分繰り下げとなったほか、番組放送中の18:48に緊急地震速報が発令され途中で放送打ち切りとなった。